# Стівен Меллорі
Стівен Расселл Меллорі (англ. Stephen Russell Mallory; нар. бл. 1813, Тринідад — пом. 9 листопада 1873, Пенсакола, Флорида) — американський політик-демократ. Він представляв штат Флорида у Сенаті США з 1851 по 1861, був міністром військово-морського флоту Конфедеративних Штатів з 1861 по 1865

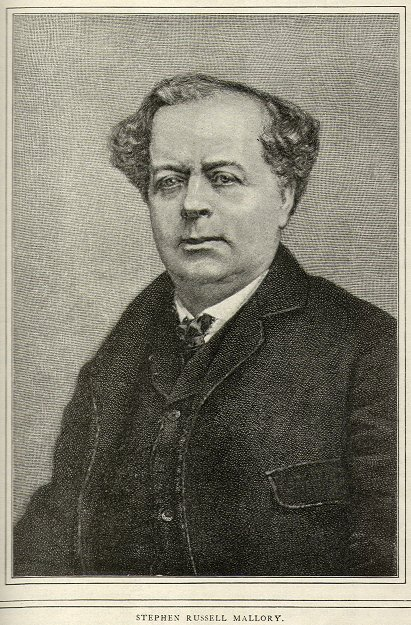
Стівен Меллорі

Меллорі народився у Британській Вест-Індії. Його батько помер, коли він був маленькою дитиною. У 1820 році Меллорі переїхав до США, він вивчав право і працював адвокатом у Кі-Весті.